# 大久保繁雄
大久保 繁雄（おおくぼ しげお、1886年（明治19年）10月6日  - 1958年（昭和33年）3月17日）は、昭和の日本の実業家。三菱石油社長や千代田化工建設初代社長・会長を歴任した。

## 経歴・人物
大久保為昭の四男として長崎県に生まれる。1912年7月東京帝国大学政治科卒業後、三菱合資会社に入社。1918年三菱鉱業（現三菱マテリアル）、翌年三菱商事に入社し、香港・大阪・シンガポールなどで支店長を務めた。1944年6月三菱石油（現 JXTGエネルギー）に移ると、同年11月より同社社長を務める。1948年に同社工事部が分離独立して千代田化工建設が発足すると初代社長に就任。1957年11月、同社会長となり、玉置明善が次代社長となった。墓所は多磨霊園。